# Hrabstwo Sabaudii
Hrabstwo Sabaudii (fr. Comté de Savoie, wł. Contea di Savoia) – hrabstwo wchodzące w skład Świętego Cesarstwa Rzymskiego powstałe, wraz z wolnymi komunami miejskimi Szwajcarii, po upadku burgundzkiego Królestwa Arelatu w XI wieku.

## Historia
Ziemie Sabaudii położone na południe od Jeziora Genewskiego, rozciągające się od Rodanu po Alpy Zachodnie, były częścią Górnej Burgundii (Bourgogne transjurane) rządzonej przez Bosonidów od połowy IX wieku. Wraz z sąsiadującym Hrabstwem Burgundii (Franche Comté), pod rządami króla Rudolfa II stały się częścią Królestwa Burgundii (Arelatu) w 933 roku.

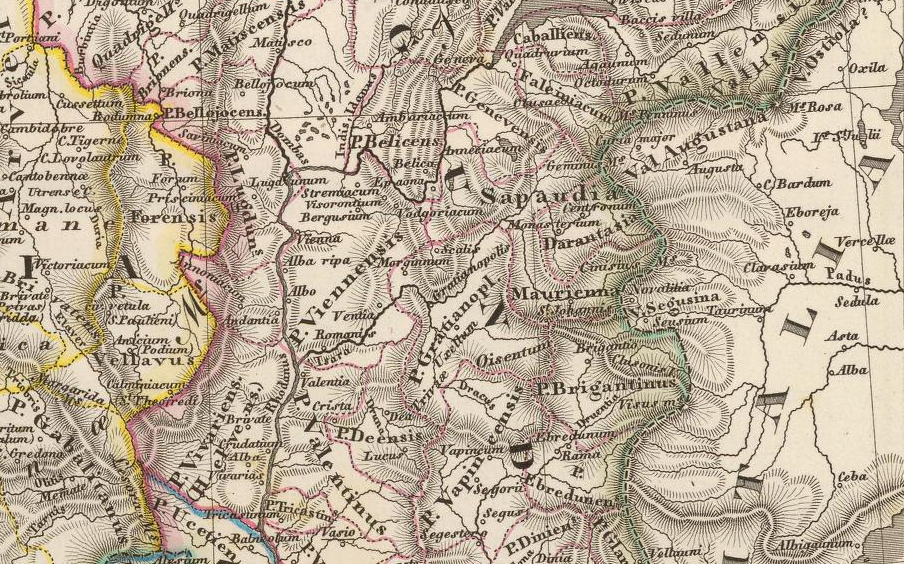
Pagus Savogensis (Sapaudia lub Sabaudia) właściwa w czasach Karolingów (VIII w.) i sąsiadujące pagus.

Humbert I Białoręki z dynastii sabaudzkiej, otrzymał w 1003 roku hrabiowski tytuł od ostatniego króla Arelatu Rudolfa III. Wsparł roszczenia cesarza Henryka II do burgundzkiego tronu, w zamian za co otrzymał ziemie w Dolinie Aosty. Wraz z bezpotomną śmiercią króla Rudolfa w 1032 roku, Humbert poparł roszczenia do Burgundii wysuwane przez następcę Henryka II, cesarza Konrada II Salickiego. Z kolei w zamian za poparcie w konflikcie z Odonem II hrabią Blois, otrzymał północne Maurienne będące częścią hrabstwa Vienne.

Hrabstwo Sabaudii i jego posiadłości w Świętym Cesarstwie Rzymskim około połowy XIII wieku. Obszar pokazuje resztę Królestwo Arelatu. Niektóre z posiadłości Sabaudii leżą poza tym królestwem (są częścią Królestwa Włoch). Właściwa Sabaudia jest najbardziej na wschód położonym terytorium. Nieoznakowane terytorium bezpośrednio na północny zachód od Sabaudii, Bresse, zostało nabyte w 1272 roku

Podczas gdy Arelat pozostawał tylko tytularnym królestwem w ramach Świętego Cesarstwa Rzymskiego, potomkowie Humberta utrzymywali niezależność jako hrabiowie. Młodszy syn Humberta, Otton Sabaudzki, poślubił w 1046 Adelajdę z Susy, córkę Ulryka Manfreda II, Margrabiego Turynu, w ten sposób pozyskał przyległe Piemonckie ziemie Marchii Turyńskiej.
Amadeusz III Krzyżowiec, panujący w latach 1051–1060, wziął udział w II wyprawie krzyżowej, podczas której zmarł na Cyprze w Nikozji.
Kolejni hrabiowie Sabaudii w dalszym ciągu rozszerzali swoje włości, w 1218 roku po bezpotomnej śmierci księcia Bertolda V, ostatniego władcy z dynastii Zähringen, odziedziczyli Vaud – ziemie leżące na północ od Jeziora Genewskiego. W 1220 roku, hrabia Tomasz I Sabaudzki zajął miasto Pinerolo oraz miasto Chambéry, które to stało się później stolicą Sabaudii. W 1240 roku, młodszy syn Tomasza, Piotr II Sabaudzki został zaproszony do Anglii przez króla Henryka III Plantageneta, który poślubił bratanicę Piotra Eleonorę Prowansalską. Otrzymał tam prestiżowy urząd lorda strażnika Pięciu Portów oraz tytuł hrabiego Richmond. Otrzymał także majątek nad Tamizą, w połowie drogi pomiędzy Londynem a Westminsterem, gdzie z czasem wzniesiono kaplicę sabaudzką, hotel Savoy i pałac Savoy.
W 1282 r. hrabstwo, oprócz właściwej Sabaudii na południu obejmowało na północnym wschodzie Val d'Aoste, Faucigny i Chablais, sięgając po Jezioro Genewskie. Na północnym zachodzie obejmowało Bugey i Pays de Gex oraz Bresse, sięgając po dolinę Saony. Do tego dochodziły, tytułem apanaży, Piemont oraz wspomniany Pays de Vaud. W centrum tych terytoriów istniała "dziura" na południe od Jeziora Genewskiego, którą tworzyło hrabstwo Genewy z Genewą i Annecy.
W 1313 roku, hrabia Amadeusz V Wielki oficjalnie otrzymał status Reichsunmittelbarkeit (zależnego tylko od Rzeszy) z rąk cesarza Henryka VII Luksemburskiego. Tytularne królestwo Burgundii (Arelatu) ostatecznie przestało istnieć po tym, jak Delfinat wszedł w posiadanie księcia francuskiego Karola V Mądrego w 1349 roku, oraz gdy Amadeusz VI „Zielony Hrabia” został mianowany wikariuszem Arelatu przez cesarza Karola IV Luksemburskiego w 1365 roku.
Amadeusz VII „Czerwony Hrabia” uzyskał w 1388 roku dostęp do Morza Śródziemnego, na skutek nabycia Hrabstwa Nicei. Jego syn Amadeusz VIII (panujący w latach 1391–1451), kupił Hrabstwo Genewskie w 1401 roku, w 1416 uzyskał tytuł księcia, a wkrótce po tym wszedł w posiadanie Turynu.
Rozszerzone ziemie Sabaudii zostały w 1416 roku podniesione do rangi księstwa przez niemieckiego króla Zygmunta Luksemburskiego (zobacz Księstwo Sabaudii-Piemontu 1416–1718).